# 坂田敦宏
坂田 敦宏（さかた　あつひろ、1968年5月17日 - ）は、日本の実業家、投資家、プロデューサー。麺JAPAN株式会社の代表取締役、株式会社 Sホールディングスの取締役会長CEOを務める。
また医療従事者の働き方支援活動のNPO法人ブライトライフの理事長でもあり、 人気YouTube「事業再生版 令和の虎」に出演。所属事務所はカロスエンターテイメント。

## 来歴・人物
東京都東村山市出身。
東京都東村山市立第4中学校を卒業。
国内外約30社の経営に携わる㈱Sホールディングス 創業者兼会長CEO、麺JAPAN㈱の代表取締役、NPO法人ブライトライフの理事長を務める。1990年21歳の時に起業。36歳の時、不慮の事故によりビジネス失速。 40歳の時に倒産・自己破産。43歳の時、脳幹出血で倒れ半身不随になる。 2年間のリハビリ生活後、社会復帰。 病気の経験をもとに在宅医療業界に参入するため、Recovery International 株式会社（2022年2月上場）を設立し、訪問看護事業を開始。 エンジェル投資家として様々な業種約30社のベンチャー企業へ投資しスタートアップの伴走者として活動。 人気Youtube「事業再生版 令和の虎」に出演。
1990年、建築職人を経て、21歳の時に清掃業で起業。
1995年、ビルメンテナンス事業、リフォーム事業、人材派遣事業、フランチャイズ事業など展開開始。
2001年、東村山青年会議所で活動時代に、地元東村山市で有名な「東村山音頭」をユーロビートにアレンジし、パラパラのダンスの振り付けを総合プロデュース。「東村山音頭・パラパラダンスコンテスト」が開き、1万人の観客を動員。その後、西武園ゆうえんち等で第4回まで開催し、CD、DVD化された。
2009年、グループ会社10社に成長したが、一気に転落。事業破綻を経験。40歳の時倒産・自己破産(本人のAmazonプロフィールより)
2012年、死亡率80％と言われる脳幹出血で倒れ、半身不随になる。
2014年、Recovery Internatinational株式会社を設立。訪問看護ステーションリカバリーを開設し訪問看護事業で社会復帰。同時に友人のお笑い芸人X-GUNさがね正裕と飲食店、嵯峨根家を立ち上げ（2020年閉店）をきっかけにエンジェル投資家として、起業家のスタートアップの支援を開始。
2015年、株式会社Sホールディングスを設立。本格的に投資事業をスタート。同年2月アパレル事業参画。オンラインセレクトショップe&c closet..をオープン。
2017年、株式会社和僑ホールディングスを設立。本格的に飲食事業に参画。同年7月、日本橋茅場町に「不二楼」をオープン。同年9月に新潟ラーメンなおじお茶の水店のオープンと共に新潟ラーメンなおじのフランチャイズ展開を開始。
2020年、元セクシー女優、佐倉絆とFC契約を結び、「なおじ上井草店」をオープンし話題となる。
2021年、カロスエンターテイメント企画の飲食ユニット「オーナーズ11」に参加。同年、渋谷クロスFMにて、アリス矢沢透や女優、希良梨のラジオ番組にレギュラー出演する。また、グルメサイトRettyのTop User「新宿グルメ王」に選ばれ、ブロガー活動をしている。
2022年、起業家育成オンラインサロン「S.SALON」を開設。社会復帰時に立ち上げたRecovery International株式会社（9214）が東京証券取引所グロース市場に上場。静岡県熱海市に熱海の名物であるキンメダイをテーマにした行列できる金目鯛ラーメン「熱海ゴールデンアイ」をプロデュース。
2023年、公益財団法人東京都中小企業振興公社主催「第3回 東京シニアビジネスグランプリ」にて基調講演。春木開とラファエル (YouTuber)プロデュースのYouTube「社長ファイトクラブ」に出演。
2024年、東京都主催「TOKYO Re:STARTER」成果報告会にて基調講演。岩井良明主宰のYouTube「令和の虎」の事業再生版 Tiger Fundingに虎として出演。同年9月、株式会社和僑ホールディングス代表取締役を辞任。「新潟ラーメンなおじ」の事業譲渡を受け、麺JAPAN株式会社設立し、代表取締役に就任。同年10月、鳳真由、柳浩太郎、西川浩幸出演の「失語症」×「朗読劇」×「エンタメ」 =「言葉に架かる虹」に出演。